# Викторианское общество художников
Викторианское общество художников (англ. Victorian Artists Society) — было создано в Мельбурне, способствовало художественному образованию и организации выставок в Австралии.

## История
Общество было образовано в марте 1888 года по решению Victorian Academy of Arts и Australian Artists' Association. Викторианская академия художеств была основана в 1870 году; в числе ее первых членов было около двадцати художников. Предшественник Академии — общество Victorian Society of Fine Arts было создано в 1856 году. Австралийская ассоциация художников провела свою первую выставку в 1886 году, где были представлены работы Луи Бувело, Тома Робертса, Фредерика Мак-Каббина и Артура Стритона. Президентом-основателем нового художественного общества стал Joseph Anderson Panton, а позже в его состав вошли Фредерик Мак-Каббин и Пол Монтфорд.
Здание Викторианского общества художников на 430 Albert Street в Восточном Мельбурне было построено в 1888 году, расширено в 1892 году и модернизировано в 1953 году. В нём находятся: четыре галереи, учебная студия, офис общества и комната для её членов, а также вспомогательные помещения. Членство ограничено 1000 персонами, это количество в последний раз было достигнуто в 1979 году. Общество открыто для новых членов, кто интересуется изобразительным искусством, с акцентом на практикующих художников.
Ежегодно здесь проводятся различные выставки, в том числе сезонные весенние, летние, осенние и зимние, на которых присуждаются награды. Премия «Художник года 2017» была вручена Рэю Хьюитту (Ray Hewitt).